# ジョン・D・クランボルツ
ジョン・D・クランボルツ(John D. Krumboltz、日本語表記は「ジョン・D・クランボルツ」の他に「クルンボルツ」との表記もある。1928年 - 2019年5月4日）は、教育心理学者。専門はキャリア論。
スタンフォード大学大学院教育学研究科(Stanford Graduate School of Education)在籍。学術称号(Academic Title)は名誉教授(Professor Emeritus)。
Mitchell, K. E., Al Levinとともに、1999年に計画的偶発性理論を提案した。